# Santos Beguiristáin
Santos Beguiristáin Eguilaz (Bell Ville, Córdoba, Argentina, 22 de febrero de 1908 - Obanos, Navarra, España, 13 de julio de 1994) fue un sacerdote católico y promotor de actividades religioso-culturales durante al franquismo en España. "Don Santos", como era conocido, fue un personaje muy significado durante la represión inicial de la guerra civil española y posteriormente durante la dictadura franquista.

## Biografía
Nacido en Argentina de padres navarros, estudió en el Colegio de Lecároz (Baztán, Navarra), en el Seminario de Pamplona, en el Colegio Español de Roma y en las universidades de Zaragoza y Madrid, donde se licenció en Derecho Civil. Fue doctor en Teología y Derecho Canónico.
A su regreso de la estancia en Roma (1926-1932) fue nombrado párroco de Azagra (1932-1938). En estas fechas es nombrado «consiliario diocesano de la juventud» presentando al obispo, Tomás Muñiz Pablos, un documento «en el que trataba el tema del problema de la juventud». Al frente de las Juventudes de la asociación Acción Católica en Navarra busca promover «la creación de orfeones, el rescate del folklore, campañas de cine, etc.»
En 1940 con jóvenes de varias parroquias de Pamplona impulsó el Club Deportivo Oberena con la idea de buscar lo que el franquismo llamaba "sanas diversiones" en base al deporte y al folklore regional. La Peña Oberena tomaría el color verde de sus blusas de Acción Católica.
También fue organizador de la Javierada, peregrinación a Javier (Navarra) surgida tras la Guerra Civil e inicialmente promovida por los excombatientes del tradicionalismo carlista. Paulatinamente fue asumida la organización por Acción Católica, dirigida por Santos Beguiristáin, perdiendo protagonismo la Hermandad de Caballeros Voluntarios de la Cruz.
En 1946 ostentó el cargo de Secretario General del Congreso Eucarístico Diocesano de Navarra durante el cual se celebró la Consagración Canónica de Santa María la Real.
Fue también Canónigo doctoral en Pamplona y en 1970 fue nombrado asesor religioso del Ministerio de Información y Turismo de España.

## Controversia sobre los sucesos en Azagra durante la República y la Guerra Civil
En 1986 varios autores vinculados a la izquierda abertzale publican un libro donde afirman que durante su estancia como párroco de Azagra se significó por su proselitimo contra la Segunda República Española y en 1936, ya iniciada la Guerra Civil y la represión en Navarra de la población republicana, contribuyó a esta con su predicación. Azagra resultó ser una de las localidades navarras donde hubo un mayor número de asesinatos: 

Ahora ha llegado la ocasión de seleccionar la paja a un lado y el trigo al otro... Y a los escapados, estén donde estén, los hemos de encontrar para hacer justicia

En total 71 azagreses fueron asesinados. El ayuntamiento franquista colocó en el frontón una lápida de mármol loando la labor del párroco con el siguiente texto:

Bajo el cayado del pastor bueno y eximio, el párroco Don Santos Beguiristáin Eguilaz (1932-1938), secundado por sus celosos coadjutores, surgió este primer centro de Acción Católica y floreció la vida parroquial con frutos de bendición. La parroquia, la AC y las asociaciones de Azagra le recordarán siempre con gratitud.

Esta placa fue retirada en 1982, siete años después del fallecimiento de Francisco Franco.

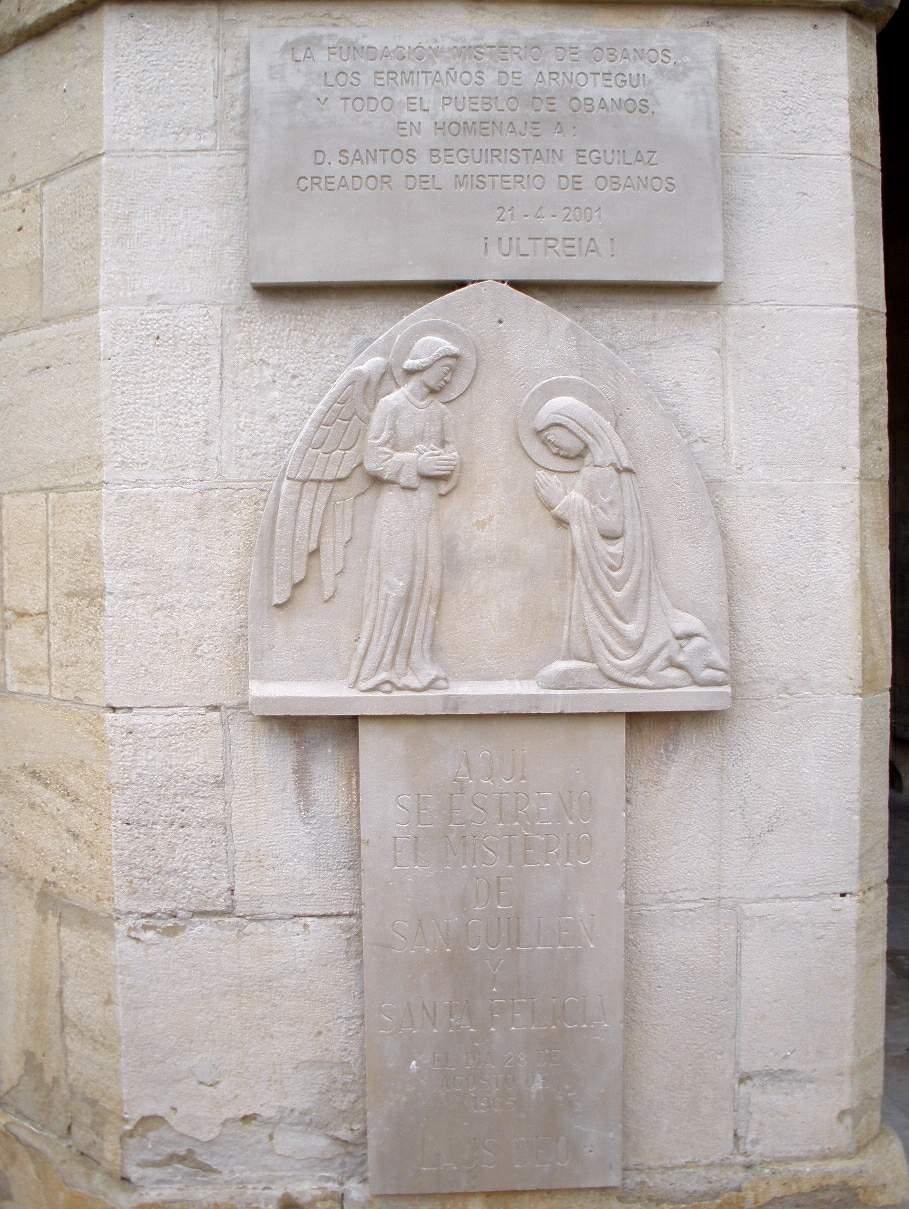
Placa conmemorativa de la primera celebración (28 de agosto de 1965) y de homenaje del pueblo de Obanos a su creador D. Santos Beguiristáin Eguílaz

## Obanos y el misterio
Promovió en 1965 la escenificación del Misterio de Obanos. Trazó el guion que escribió Manuel Iribarren del Misterio de San Guillén y Santa Felicia, conocido como el Misterio de Obanos, en la línea sacro-lírica del Misterio de Eche, que se representa regularmente en la localidad de Obanos (Navarra) y la que participan, además de actores profesionales, los propios habitantes del pueblo.

## Premios y reconocimientos
- En Obanos, el 21 de abril de 2001, el ayuntamiento y el pueblo de Obanos le dedicaron una placa conmemorativa.

## Publicaciones
Fue autor de muchos folletos, artículos y libros apostólicos con una prosa directa.
- Por esos pueblos de Dios (Bilbao, Desclée de Brouwer, 1950)
- Una pastoral científica (Bilbao, Desclée de Brouwer, 1953)
- La aventura de casarse (Madrid PPC)
- A caballo sobre los Andes (Barcelona, Juan Flors, 1963)
- Tierra de Cristo (Madrid, PPC, 1964)
- Antonio Rivera. Héroe y 'Ángel del Alcázar' (Burgos, Hijos de Santiago Rodríguez, 1937; Segovia, Imprenta Provincial, 1952)